# Tapacul crestat
El tapacul crestat (Rhinocrypta lanceolata) és una espècie d'ocell de la família dels rinocríptids (Rhinocryptidae) i única espècie del gènere Rhinocrypta Gray, GR, 1841.

## Hàbitat i distribució
Habita garrigues àrides de les terres baixes de l'est de Bolívia, oest de Paraguai i nord-oest i centre de l'Argentina.